# 불우렁쉥이

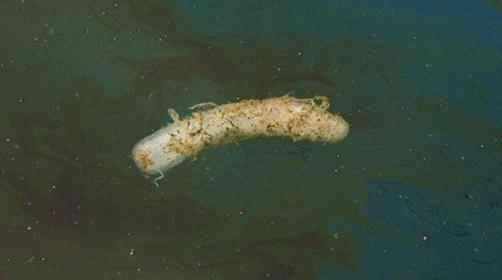
2010년 멕시코만 근처에서 부유하는 죽은 불우렁쉥이 군체.

불우렁쉥이는 군체를 이루어 자유롭게 부유하는 불우렁쉥이속(Pyrosoma) 피낭동물의 총칭이다. 주로 온난 해양의 망망대해 상층부에서 살지만, 일부는 더 깊은 바다에서 발견될 수 있다. 불우렁쉥이는 원기둥 또는 원뿔 형태로 수백에서 수천 마리씩 군체를 이루며, 이를 개충(個蟲, "zooids")이라 한다. 군생의 크기는 1 센티 미터에서 수 미터에 이른다. 일부 종들은 바다 대형 플랑크톤 사이에서 빛을 내기 때문에 "화체(火體)"라는 이름으로 불리기도 한다.

## 하위 종
불우렁쉥이속에 속하는 종은 아래와 같다.
- Pyrosoma aherniosum  Seeliger, 1895
- Pyrosoma atlanticum  Péron, 1804
- Pyrosoma godeauxi  van Soest, 1981
- Pyrosoma ovatum  Neumann, 1909
- Pyrosoma spinosum